# Szegős olikhet
Inom funktionalanalys är Szegős olikhet eller Pólya–Szegős olikhet, uppkallad efter George Pólya och Gábor Szegő, en olikhet som säger att om
{\displaystyle 1\leq p<+\infty }
och
{\displaystyle u:\mathbb {R} ^{n}\rightarrow \mathbb {R} ^{+}{\text{ in }}W^{1,p}(\mathbb {R} ^{n}),}
då är
{\displaystyle \int _{\mathbb {R} ^{n}}|\nabla u^{*}|^{p}\,d{\mathcal {H}}^{n}\leq \int _{\mathbb {R} ^{n}}|\nabla u|^{p}\,d{\mathcal {H}}^{n},}
där {\displaystyle u^{*}} är den symmetriska avtagande omordningen av {\displaystyle u}.